# Municipio de Brownsville (Minnesota)
El municipio de Brownsville (en inglés: Brownsville Township) es un municipio ubicado en el condado de Houston en el estado estadounidense de Minnesota. En el año 2010 tenía una población de 445 habitantes y una densidad poblacional de 5,81 personas por km².

## Geografía
El municipio de Brownsville se encuentra ubicado en las coordenadas 43°40′47″N 91°19′25″O / 43.67972, -91.32361. Según la Oficina del Censo de los Estados Unidos, el municipio tiene una superficie total de 76.62 km², de la cual 73,05 km² corresponden a tierra firme y (4,66 %) 3,57 km² es agua.

## Demografía
Según el censo de 2010, había 445 personas residiendo en el municipio de Brownsville. La densidad de población era de 5,81 hab./km². De los 445 habitantes, el municipio de Brownsville estaba compuesto por el 98,88 % blancos, el 0,22 % eran afroamericanos y el 0,9 % eran de una mezcla de razas. Del total de la población el 0 % eran hispanos o latinos de cualquier raza.